# Jawilan (plaats)
Jawilan is een bestuurslaag in het regentschap Serang van de provincie Banten, Indonesië. Jawilan telt 4842 inwoners (volkstelling 2010).